# 1707 Chantal
1707 Chantal este un asteroid din centura principală, descoperit pe 8 septembrie 1932, de Eugène Delporte.